# Haplorrhini
Haplorrhiniens
Sous-ordre
Infra-ordres de rang inférieur
- Simiiformes (les singes)
- Tarsiiformes (les tarsiers)

Les Haplorrhiniens (Haplorrhini) (du grec ancien ἁπλόος / haplóos, « simple », et ῥίς, ῥινός / rhís, rhinós, « nez »), forment un sous-ordre de Primates. Par opposition aux Strepsirrhiniens (du grec ancien streptos, tressé, et rhinos, nez), les Haplorrhiniens ont perdu le rhinarium (ou « truffe ») au profit d'un nez. Les Haplorrhiniens incluent les Tarsiiformes (ou tarsiers) et les Simiiformes (ou singes).

## Classification
Phylogénie des infra-ordres actuels de primates, d'après Perelman et al. (2011) :
|  | Simiiformes (singes)    |
|  |                         |
|  | Tarsiiformes (tarsiers) |
|  |                         |

|  | Lorisiformes (loris, galagos…)                                                          |
|  |                                                                                         |
|  | \| \| Chiromyiformes (l'aye-aye) \| \| \| \| \| \| Lemuriformes (lémuriens) \| \| \| \| |
|  |                                                                                         |
|  | Chiromyiformes (l'aye-aye)                                                              |
|  |                                                                                         |
|  | Lemuriformes (lémuriens)                                                                |
|  |                                                                                         |

|  | Chiromyiformes (l'aye-aye) |
|  |                            |
|  | Lemuriformes (lémuriens)   |
|  |                            |

|  | Simiiformes (singes)    |
|  |                         |
|  | Tarsiiformes (tarsiers) |
|  |                         |

|  | Lorisiformes (loris, galagos…)                                                          |
|  |                                                                                         |
|  | \| \| Chiromyiformes (l'aye-aye) \| \| \| \| \| \| Lemuriformes (lémuriens) \| \| \| \| |
|  |                                                                                         |
|  | Chiromyiformes (l'aye-aye)                                                              |
|  |                                                                                         |
|  | Lemuriformes (lémuriens)                                                                |
|  |                                                                                         |

|  | Chiromyiformes (l'aye-aye) |
|  |                            |
|  | Lemuriformes (lémuriens)   |
|  |                            |

## Caractéristiques
Le rhinarium (ou « truffe ») des Strepsirrhiniens est remplacé par un nez, dont les vibrisses (moustaches sensitives) ont disparu.
Le placenta est hémochorial (les capillaires utérins pénètrent à l'intérieur du tissu placentaire).
Tous les Haplorrhiniens ont perdu la capacité de synthétiser la vitamine C.

## Liste des familles actuelles
Selon NCBI :
- infra-ordre Tarsiiformes
  - famille Tarsiidae
- infra-ordre Simiiformes
  - micro-ordre Platyrrhini
    - famille Atelidae
    - famille Pitheciidae
    - famille Aotidae
    - famille Cebidae
    - famille Callitrichidae

  - micro-ordre Catarrhini
    - super-famille Cercopithecoidea
      - famille Cercopithecidae

    - super-famille Hominoidea
      - famille Hylobatidae
      - famille Hominidae

## Liste des familles éteintes
- dans l'infra-ordre des Tarsiiformes :
  - famille Omomyidae[a]

- dans le possible infra-ordre des Eosimiiformes[b] :
  - famille Eosimiidae
  - famille Afrotarsiidae

Pour l'ensemble des familles éteintes de l'infra-ordre des Simiiformes, voir le dit article.